# USS LST-479
O USS LST-479 foi um navio de guerra norte-americano da classe LST que operou durante a Segunda Guerra Mundial.